# Eredivisie 2011–12
Giải bóng đá vô địch quốc gia Hà Lan 2011–12 là mùa giải thứ 56 của Giải bóng đá vô địch quốc gia Hà Lan kể từ khi thành lập năm 1955. Giải khởi tranh vào tháng 8 năm 2011 với trận đấu đầu tiên  và kết thúc vào tháng 6 với trận cuối cùng của play-off giải đấu châu Âu và play-off xuống hạng. AFC Ajax có lượng khán giả trung bình cao nhất, khoảng 49.000.

## Đội bóng
Có tổng cộng 18 đội tham gia giải đấu, 15 đội xuất sắc nhất từ mùa giải 2010–11, 2 đội thắng cuộc play-off thăng hạng/xuống hạng và đội vô địch Giải bóng đá hạng nhất quốc gia Hà Lan 2010–11.
| Câu lạc bộ      | Địa điểm   | Sân vận động                  | Sức chứa |
| --------------- | ---------- | ----------------------------- | -------- |
| ADO Den Haag    | The Hague  | Sân vận động Kyocera          | 15.000   |
| AFC Ajax        | Amsterdam  | Amsterdam ArenA               | 52.342   |
| AZ              | Alkmaar    | Sân vận động AFAS             | 17.000   |
| SBV Excelsior   | Rotterdam  | Sân vận động Woudestein       | 3.531    |
| Feyenoord       | Rotterdam  | De Kuip                       | 51.577   |
| De Graafschap   | Doetinchem | De Vijverberg                 | 12.600   |
| FC Groningen    | Groningen  | Euroborg                      | 22.580   |
| SC Heerenveen   | Heerenveen | Sân vận động Abe Lenstra      | 26.800   |
| Heracles Almelo | Almelo     | Sân vận động Polman           | 8.500    |
| NAC Breda       | Breda      | Sân vận động Rat Verlegh      | 19.000   |
| N.E.C.          | Nijmegen   | Sân vận động Goffert          | 12.470   |
| PSV             | Eindhoven  | Sân vận động Philips          | 35.000   |
| RKC Waalwijk    | Waalwijk   | Sân vận động Mandemakers      | 7.500    |
| Roda JC         | Kerkrade   | Sân vận động Parkstad Limburg | 19.979   |
| FC Twente       | Enschede   | De Grolsch Veste              | 32.000   |
| FC Utrecht      | Utrecht    | Sân vận động Galgenwaard      | 24.426   |
| SBV Vitesse     | Arnhem     | GelreDome                     | 25.000   |
| VVV-Venlo       | Venlo      | De Koel                       | 8.000    |

### Thay đổi huấn luyện viên
| Đội bóng      | Huấn luyện viên đến      | Hình thức đi                          | Ngày trống ghế       | Vị trí trên bảng xếp hạng | Thay bởi                                    | Ngày bổ nhiệm        |
| ------------- | ------------------------ | ------------------------------------- | -------------------- | ------------------------- | ------------------------------------------- | -------------------- |
| N.E.C.        | Wiljan Vloet             | Được ký hợp đồng bởi Sparta Rotterdam | 1 tháng 7 năm 2011   | Trước mùa giải            | Alex Pastoor                                | 1 tháng 7 năm 2011   |
| SBV Excelsior | Alex Pastoor             | Được ký hợp đồng bởi NEC              | 1 tháng 7 năm 2011   | Trước mùa giải            | John Lammers                                | 1 tháng 7 năm 2011   |
| FC Utrecht    | Ton du Chatinier         | Thỏa thuận đôi bên                    | 1 tháng 7 năm 2011   | Trước mùa giải            | Erwin Koeman                                | 1 tháng 7 năm 2011   |
| De Graafschap | Darije Kalezić           | Hết hợp đồng                          | 1 tháng 7 năm 2011   | Trước mùa giải            | Andries Ulderink                            | 1 tháng 7 năm 2011   |
| VVV-Venlo     | Wil Boessen              | Hết thời gian tạm quyền               | 1 tháng 7 năm 2011   | Trước mùa giải            | Glen De Boeck                               | 15 tháng 6 năm 2011  |
| FC Twente     | Michel Preud'homme       | Được ký hợp đồng bởi Al-Shabab        | 1 tháng 7 năm 2011   | Trước mùa giải            | Co Adriaanse                                | 1 tháng 7 năm 2011   |
| SBV Vitesse   | Albert Ferrer            | Hết hợp đồng                          | 1 tháng 7 năm 2011   | Trước mùa giải            | John van den Brom                           | 1 tháng 7 năm 2011   |
| ADO Den Haag  | John van den Brom        | Được ký hợp đồng bởi Vitesse          | 1 tháng 7 năm 2011   | Trước mùa giải            | Maurice Steijn                              | 1 tháng 7 năm 2011   |
| Feyenoord     | Mario Been               | Từ chức                               | 13 tháng 7 năm 2011  | Trước mùa giải            | Ronald Koeman                               | 21 tháng 7 năm 2011  |
| FC Utrecht    | Erwin Koeman             | Từ chức                               | 18 tháng 10 năm 2011 | 10th                      | Jan Wouters                                 | 18 tháng 10 năm 2011 |
| VVV-Venlo     | Glen De Boeck            | Từ chức                               | 6 tháng 12 năm 2011  | 17th                      | Wil Boessen Ben van Dael (joint caretakers) | 8 tháng 12 năm 2011  |
| VVV-Venlo     | Wil Boessen Ben van Dael | End of caretaker spell                | 24 tháng 12 năm 2011 | 17th                      | Ton Lokhoff                                 | 24 tháng 12 năm 2011 |
| FC Twente     | Co Adriaanse             | Dismissed                             | 3 tháng 1 năm 2012   | 3rd                       | Steve McClaren                              | 5 tháng 1 năm 2012   |
| De Graafschap | Andries Ulderink         | Dismissed                             | 19 tháng 2 năm 2012  | 18th                      | Richard Roelofsen (tạm quyền)               | 20 tháng 2 năm 2012  |
| PSV           | Fred Rutten              | Sa thải                               | 12 tháng 3 năm 2012  | 4th                       | Phillip Cocu (tạm quyền)                    | 12 tháng 3 năm 2012  |

## Bảng xếp hạng
| XH | Đội                | Tr | T  | H  | T  | BT | BB | HS  | Đ  | Lên hay xuống hạng                                                                    |
| -- | ------------------ | -- | -- | -- | -- | -- | -- | --- | -- | ------------------------------------------------------------------------------------- |
| 1  | Ajax (C)           | 34 | 23 | 7  | 4  | 93 | 36 | +57 | 76 | Vòng bảng UEFA Champions League 2012–13                                               |
| 2  | Feyenoord          | 34 | 21 | 7  | 6  | 70 | 37 | +33 | 70 | Vòng loại thứ ba UEFA Champions League 2012–13                                        |
| 3  | PSV                | 34 | 21 | 6  | 7  | 87 | 47 | +40 | 69 | Vòng play-off UEFA Europa League 2012–13 1                                            |
| 4  | AZ                 | 34 | 19 | 8  | 7  | 64 | 35 | +29 | 65 | Vòng play-off UEFA Europa League 2012–13 1                                            |
| 5  | Heerenveen         | 34 | 18 | 10 | 6  | 79 | 59 | +20 | 64 | Vòng loại thứ ba UEFA Europa League 2012–13 1                                         |
| 6  | Twente             | 34 | 17 | 9  | 8  | 82 | 46 | +36 | 60 | Lọt vào the Play-off Giải đấu châu Âu Vòng loại thứ nhất UEFA Europa League 2012–13 2 |
| 7  | Vitesse Arnhem (O) | 34 | 15 | 8  | 11 | 48 | 43 | +5  | 53 | Đủ điều kiện tham dựPlay-off Giải đấu châu Âu 1                                       |
| 8  | NEC                | 34 | 13 | 6  | 15 | 42 | 45 | −3  | 45 | Đủ điều kiện tham dựPlay-off Giải đấu châu Âu 1                                       |
| 9  | RKC Waalwijk       | 34 | 13 | 6  | 15 | 40 | 49 | −9  | 45 | Đủ điều kiện tham dựPlay-off Giải đấu châu Âu 1                                       |
| 10 | Roda JC            | 34 | 14 | 2  | 18 | 55 | 70 | −15 | 44 |                                                                                       |
| 11 | Utrecht            | 34 | 11 | 10 | 13 | 55 | 58 | −3  | 43 |                                                                                       |
| 12 | Heracles           | 34 | 11 | 7  | 16 | 52 | 62 | −10 | 40 |                                                                                       |
| 13 | NAC Breda          | 34 | 10 | 8  | 16 | 45 | 54 | −9  | 38 |                                                                                       |
| 14 | Groningen          | 34 | 10 | 7  | 17 | 41 | 61 | −20 | 37 |                                                                                       |
| 15 | ADO Den Haag       | 34 | 8  | 8  | 18 | 38 | 67 | −29 | 32 |                                                                                       |
| 16 | VVV-Venlo (O)      | 34 | 9  | 4  | 21 | 42 | 78 | −36 | 31 | Đủ điều kiện tham dựPlay-off xuống hạng                                               |
| 17 | De Graafschap (R)  | 34 | 6  | 6  | 22 | 36 | 74 | −38 | 24 | Đủ điều kiện tham dựPlay-off xuống hạng                                               |
| 18 | Excelsior (R)      | 34 | 4  | 7  | 23 | 28 | 76 | −48 | 19 | Xuống chơi tại2012–13 Giải bóng đá hạng nhất quốc gia Hà Lan                          |

Cập nhật đến 6 tháng 5 năm 2012
Nguồn: Giải bóng đá vô địch quốc gia Hà Lan (official site) (tiếng Hà Lan)
Quy tắc xếp hạng: 1. Điểm; 2. Hiệu số bàn thắng; 3. Số bàn thắng.
1 PSV lọt vào vòng play-off của UEFA Europa League 2012–13 sau khi vô địch Cúp bóng đá Hà Lan 2011–12. As they finished third in the league, all Europa League berths và play-off places were moved down one spot from the original scheme.
2 Twente lọt vào vòng loại thứ nhất của UEFA Europa League 2012–13 based on the 2011–12 UEFA Respect Fair Play ranking, which awarded one extra qualifying spot to the Netherlands. This allowed qualification for Twente despite their loss in the Play-off Giải đấu châu Âu.
(VĐ) = Vô địch; (XH) = Xuống hạng; (LH) = Lên hạng; (O) = Thắng trận Play-off; (A) = Lọt vào vòng sau. 
Chỉ được áp dụng khi mùa giải chưa kết thúc: 
(Q) = Lọt vào vòng đấu cụ thể của giải đấu đã nêu; (TQ) = Giành vé dự giải đấu, nhưng chưa tới vòng đấu đã nêu.

### Thứ hạng theo từng vòng
| Đội ╲ Vòng     | 1    | 2  | 3  | 4  | 5  | 6  | 7  | 8  | 9  | 10 | 11 | 12 | 13 | 14 | 15 | 16 | 17 | 18 | 19 | 20 | 21 | 22 | 23 | 24 | 25 | 26 | 27 | 28 | 29 | 30 | 31 | 32 | 33 | 34 |   |
| -------------- | ---- | -- | -- | -- | -- | -- | -- | -- | -- | -- | -- | -- | -- | -- | -- | -- | -- | -- | -- | -- | -- | -- | -- | -- | -- | -- | -- | -- | -- | -- | -- | -- | -- | -- | - |
| Đội ╲ Vòng     | Ajax | 1  | 1  | 2  | 2  | 1  | 3  | 3  | 4  | 6  | 6  | 5  | 5  | 4  | 4  | 4  | 4  | 4  | 4  | 4  | 6  | 6  | 6  | 5  | 4  | 2  | 2  | 2  | 1  | 1  | 1  | 1  | 1  | 1  | 1 |
| Feyenoord      | 3    | 2  | 3  | 5  | 4  | 4  | 5  | 5  | 4  | 4  | 6  | 8  | 5  | 5  | 5  | 6  | 5  | 6  | 6  | 5  | 5  | 5  | 6  | 6  | 6  | 5  | 5  | 5  | 4  | 3  | 3  | 2  | 2  | 2  |   |
| PSV            | 16   | 9  | 6  | 3  | 5  | 5  | 4  | 2  | 2  | 2  | 2  | 3  | 2  | 2  | 2  | 2  | 2  | 2  | 1  | 1  | 1  | 2  | 2  | 3  | 4  | 4  | 4  | 4  | 5  | 5  | 5  | 3  | 3  | 3  |   |
| AZ             | 2    | 8  | 5  | 4  | 2  | 2  | 1  | 1  | 1  | 1  | 1  | 1  | 1  | 1  | 1  | 1  | 1  | 1  | 3  | 2  | 2  | 3  | 3  | 1  | 1  | 1  | 1  | 2  | 2  | 2  | 2  | 4  | 5  | 4  |   |
| Heerenveen     | 6    | 15 | 18 | 16 | 12 | 9  | 10 | 12 | 12 | 8  | 7  | 6  | 6  | 6  | 6  | 5  | 7  | 5  | 5  | 4  | 4  | 4  | 4  | 5  | 5  | 6  | 6  | 6  | 6  | 6  | 6  | 5  | 4  | 5  |   |
| Twente         | 5    | 3  | 1  | 1  | 3  | 1  | 2  | 3  | 3  | 3  | 3  | 2  | 3  | 3  | 3  | 3  | 3  | 3  | 2  | 3  | 3  | 1  | 1  | 2  | 3  | 3  | 3  | 3  | 3  | 4  | 4  | 6  | 6  | 6  |   |
| Vitesse Arnhem | 10   | 4  | 3  | 6  | 8  | 6  | 6  | 6  | 5  | 5  | 4  | 4  | 8  | 7  | 7  | 7  | 6  | 7  | 7  | 7  | 7  | 7  | 7  | 7  | 7  | 7  | 7  | 7  | 7  | 7  | 7  | 7  | 7  | 7  |   |
| NEC            | 6    | 5  | 10 | 8  | 9  | 11 | 14 | 15 | 15 | 16 | 15 | 13 | 15 | 15 | 15 | 15 | 15 | 13 | 11 | 12 | 12 | 14 | 12 | 12 | 12 | 10 | 10 | 8  | 8  | 10 | 11 | 10 | 10 | 8  |   |
| RKC Waalwijk   | 6    | 12 | 9  | 8  | 6  | 7  | 7  | 7  | 9  | 11 | 12 | 12 | 12 | 13 | 14 | 14 | 13 | 15 | 14 | 11 | 11 | 12 | 11 | 9  | 10 | 8  | 11 | 9  | 9  | 8  | 9  | 9  | 8  | 9  |   |
| Roda JC        | 4    | 10 | 11 | 13 | 10 | 13 | 15 | 13 | 11 | 13 | 14 | 15 | 13 | 10 | 9  | 10 | 9  | 9  | 9  | 9  | 8  | 9  | 9  | 10 | 8  | 9  | 8  | 10 | 10 | 9  | 8  | 8  | 9  | 10 |   |
| Utrecht        | 10   | 11 | 12 | 9  | 7  | 8  | 9  | 9  | 10 | 12 | 13 | 11 | 11 | 12 | 13 | 13 | 14 | 14 | 15 | 15 | 14 | 11 | 13 | 13 | 15 | 13 | 13 | 12 | 13 | 12 | 12 | 12 | 11 | 11 |   |
| Heracles       | 6    | 6  | 7  | 10 | 11 | 12 | 11 | 10 | 7  | 7  | 9  | 9  | 9  | 11 | 10 | 11 | 12 | 12 | 10 | 10 | 10 | 10 | 10 | 11 | 11 | 12 | 12 | 13 | 11 | 11 | 10 | 11 | 12 | 12 |   |
| NAC Breda      | 15   | 17 | 15 | 17 | 17 | 15 | 12 | 14 | 13 | 14 | 10 | 10 | 10 | 9  | 11 | 12 | 10 | 11 | 12 | 13 | 15 | 15 | 14 | 14 | 13 | 14 | 14 | 13 | 15 | 15 | 15 | 14 | 14 | 13 |   |
| Groningen      | 14   | 7  | 8  | 11 | 15 | 10 | 8  | 8  | 8  | 9  | 8  | 7  | 7  | 8  | 8  | 8  | 8  | 8  | 8  | 8  | 9  | 8  | 8  | 8  | 9  | 11 | 9  | 11 | 12 | 13 | 13 | 13 | 13 | 14 |   |
| ADO Den Haag   | 10   | 13 | 17 | 12 | 14 | 16 | 13 | 11 | 14 | 10 | 11 | 14 | 14 | 14 | 12 | 9  | 11 | 10 | 13 | 14 | 13 | 13 | 15 | 15 | 14 | 15 | 15 | 15 | 14 | 14 | 14 | 15 | 15 | 15 |   |
| VVV-Venlo      | 10   | 16 | 14 | 15 | 16 | 17 | 17 | 17 | 17 | 17 | 17 | 17 | 18 | 17 | 18 | 17 | 17 | 16 | 17 | 18 | 16 | 16 | 16 | 16 | 16 | 16 | 16 | 16 | 16 | 16 | 16 | 16 | 16 | 16 |   |
| De Graafschap  | 18   | 14 | 13 | 14 | 13 | 14 | 16 | 16 | 16 | 15 | 16 | 16 | 16 | 16 | 16 | 16 | 16 | 17 | 16 | 17 | 18 | 17 | 17 | 17 | 17 | 18 | 18 | 18 | 17 | 17 | 17 | 17 | 17 | 17 |   |
| Excelsior      | 17   | 18 | 16 | 18 | 18 | 18 | 18 | 18 | 18 | 18 | 18 | 18 | 17 | 18 | 17 | 18 | 18 | 18 | 18 | 16 | 17 | 18 | 18 | 18 | 18 | 17 | 17 | 17 | 18 | 18 | 18 | 18 | 18 | 18 |   |

## Kết quả
| Nhà \ Khách[1] | ADO | AJX | AZ  | EXC | FEY | GRA | GRO | HEE | HER | NAC | NEC | PSV | RKC | RJC | TWE | UTR | VIT | VVV |
| ADO Den Haag   |     | 0–2 | 0–6 | 1–1 | 1–2 | 3–5 | 3–0 | 0–0 | 2–0 | 3–0 | 1–0 | 0–3 | 0–1 | 3–3 | 1–1 | 2–2 | 0–0 | 2–0 |
| Ajax           | 4–0 |     | 2–2 | 4–1 | 1–1 | 3–1 | 2–0 | 5–1 | 6–0 | 2–2 | 4–1 | 2–0 | 3–0 | 4–1 | 1–1 | 0–2 | 4–1 | 2–0 |
| AZ             | 3–0 | 1–1 |     | 2–0 | 2–1 | 4–0 | 1–0 | 3–3 | 3–1 | 0–0 | 4–0 | 3–1 | 1–0 | 1–0 | 2–2 | 2–0 | 4–0 | 2–1 |
| Excelsior      | 1–1 | 1–4 | 0–0 |     | 0–2 | 1–1 | 0–1 | 0–5 | 0–2 | 3–0 | 0–2 | 1–3 | 1–0 | 2–1 | 0–1 | 2–3 | 0–2 | 3–1 |
| Feyenoord      | 0–3 | 4–2 | 1–0 | 3–0 |     | 4–0 | 1–0 | 2–2 | 4–1 | 3–1 | 0–1 | 2–0 | 1–1 | 3–0 | 3–2 | 1–1 | 3–1 | 4–0 |
| De Graafschap  | 0–3 | 1–4 | 0–2 | 2–2 | 0–3 |     | 2–3 | 0–2 | 2–3 | 3–1 | 1–0 | 1–3 | 1–3 | 1–2 | 1–2 | 3–0 | 0–1 | 1–4 |
| Groningen      | 4–2 | 1–0 | 0–3 | 2–0 | 6–0 | 1–1 |     | 1–3 | 2–1 | 1–1 | 3–3 | 3–0 | 0–3 | 0–1 | 1–1 | 1–0 | 1–3 | 2–1 |
| Heerenveen     | 4–0 | 0–5 | 5–1 | 4–2 | 2–3 | 1–1 | 3–0 |     | 1–1 | 1–0 | 2–2 | 1–5 | 1–1 | 4–3 | 1–5 | 2–0 | 1–1 | 4–1 |
| Heracles       | 0–2 | 2–3 | 0–1 | 3–0 | 1–1 | 2–0 | 2–1 | 2–4 |     | 2–1 | 1–2 | 1–1 | 1–1 | 2–1 | 1–1 | 3–1 | 0–1 | 7–0 |
| NAC Breda      | 4–0 | 0–2 | 2–1 | 2–0 | 1–3 | 1–1 | 2–2 | 2–2 | 1–2 |     | 1–1 | 3–1 | 3–2 | 0–3 | 0–1 | 1–0 | 1–0 | 3–1 |
| NEC            | 2–0 | 0–3 | 1–1 | 2–0 | 0–2 | 2–0 | 4–0 | 2–4 | 2–1 | 1–2 |     | 0–2 | 1–1 | 1–2 | 3–1 | 3–1 | 0–1 | 2–0 |
| PSV            | 5–0 | 2–2 | 3–2 | 6–1 | 3–2 | 4–1 | 6–1 | 5–1 | 4–1 | 1–0 | 2–1 |     | 1–0 | 7–1 | 2–6 | 1–0 | 3–1 | 2–0 |
| RKC Waalwijk   | 1–0 | 0–1 | 1–2 | 1–0 | 1–2 | 1–0 | 1–1 | 0–1 | 2–2 | 2–1 | 2–0 | 2–1 |     | 5–2 | 0–4 | 0–2 | 1–0 | 4–0 |
| Roda JC        | 4–1 | 0–4 | 2–0 | 7–0 | 0–0 | 0–2 | 2–1 | 1–2 | 3–1 | 4–3 | 1–0 | 1–3 | 0–2 |     | 2–1 | 1–3 | 3–1 | 3–1 |
| Twente         | 5–2 | 1–2 | 2–0 | 2–2 | 0–2 | 4–0 | 4–1 | 3–4 | 2–3 | 2–2 | 2–0 | 2–2 | 5–0 | 2–0 |     | 1–0 | 0–0 | 4–1 |
| Utrecht        | 1–1 | 6–4 | 3–0 | 3–2 | 2–2 | 2–2 | 3–1 | 1–4 | 2–2 | 1–3 | 0–0 | 1–1 | 3–0 | 3–1 | 2–6 |     | 2–2 | 4–2 |
| Vitesse Arnhem | 1–0 | 1–3 | 2–2 | 3–2 | 0–4 | 2–0 | 0–0 | 1–1 | 2–0 | 1–0 | 0–1 | 1–1 | 4–0 | 5–0 | 1–4 | 2–1 |     | 4–0 |
| VVV-Venlo      | 2–1 | 2–2 | 1–3 | 0–0 | 2–1 | 1–2 | 2–0 | 0–3 | 3–1 | 2–1 | 0–2 | 3–3 | 4–1 | 2–0 | 4–2 | 0–0 | 1–3 |     |

Cập nhật lần cuối: 2 tháng 5 năm 2012.
Nguồn: news.bbc.co.uk
1 ^ Đội chủ nhà được liệt kê ở cột bên tay trái.
Màu sắc: Xanh = Chủ nhà thắng; Vàng = Hòa; Đỏ = Đội khách thắng.

## Play-off

### Giải đấu châu Âu
Các đội xếp thứ 6 đến thứ 9 tham dự một giải đấu play-off tranh một suất vào vòng loại thứ hai của UEFA Europa League 2012–13. Các đội bên trái chơi lượt đi trên sân nhà.

#### Bán kết
Các trận lượt đi diễn ra vào ngày 10 tháng 5 năm 2012, trong khi lượt về diễn ra vào ngày 13 tháng 5 năm 2012.
| Đội 1        | TTS | Đội 2          | Lượt đi | Lượt về |
| ------------ | --- | -------------- | ------- | ------- |
| NEC          | 3–4 | Vitesse Arnhem | 3–2     | 0–2     |
| RKC Waalwijk | 2–1 | Twente         | 1–1     | 1–0     |

#### Chung kết
Lượt đi diễn ra vào ngày 17 tháng 5 năm 2012, trong khi lượt về diễn ra ngày 20 tháng 5 năm 2012.
| Đội 1        | TTS | Đội 2          | Lượt đi | Lượt về |
| ------------ | --- | -------------- | ------- | ------- |
| RKC Waalwijk | 2–5 | Vitesse Arnhem | 1–3     | 1–2     |

### Xuống hạng
VVV-Venlo và De Graafschap cùng với các đội bóng tại Giải bóng đá hạng nhất quốc gia Hà Lan thi đấu play-off, sau khi về đích thứ 16 và 17 tại Giải bóng đá vô địch quốc gia Hà Lan.
Các đội bên trái chơi lượt đi trên sân nhà.

#### Vòng 1
Các trận lượt đi diễn ra vào ngày 1 tháng 5 năm 2012, trong khi lượt về diễn ra vào ngày 5 tháng 5 năm 2012.
| Đội 1           | TTS | Đội 2     | Lượt đi | Lượt về |
| --------------- | --- | --------- | ------- | ------- |
| Go Ahead Eagles | 1–3 | Den Bosch | 1–1     | 0–2     |
| MVV             | 1–2 | Cambuur   | 0–2     | 1–0     |

#### Vòng 2
Các trận lượt đi diễn ra vào ngày 10 tháng 5 năm 2012, with the return legs were competed on 13 tháng 5 năm 2012.
| Đội 1         | TTS | Đội 2            | Lượt đi | Lượt về |
| ------------- | --- | ---------------- | ------- | ------- |
| Den Bosch     | 1–1 | De Graafschap    | 0–0     | 1–1     |
| Willem II     | 3–2 | Sparta Rotterdam | 2–1     | 1–1     |
| Helmond Sport | 3–0 | Eindhoven        | 1–0     | 2–0     |
| Cambuur       | 3–4 | VVV-Venlo        | 0–0     | 3–4     |

#### Vòng 3
| Đội 1         | TTS | Đội 2     | Lượt đi | Lượt về |
| ------------- | --- | --------- | ------- | ------- |
| Den Bosch     | 1–2 | Willem II | 0−0     | 1–2     |
| Helmond Sport | 3–4 | VVV-Venlo | 1−2     | 2–2     |

## Cầu thủ ghi nhiều bàn thắng nhất
Nguồn: Giải bóng đá vô địch quốc gia Hà Lan (official site) (tiếng Hà Lan), Soccerway
| Vị thứ | Cầu thủ        | Câu lạc bộ        | Số bàn thắng |
| ------ | -------------- | ----------------- | ------------ |
| 1      | Bas Dost       | Heerenveen        | 32           |
| 2      | Luuk de Jong   | Twente            | 25           |
| 2      | Sanharib Malki | Roda              | 25           |
| 4      | Dries Mertens  | PSV               | 21           |
| 5      | John Guidetti  | Feyenoord         | 20           |
| 6      | Ola Toivonen   | PSV               | 18           |
| 7      | Jozy Altidore  | AZ Alkmaar        | 15           |
| 8      | Tim Matavž     | Groningen / PSV   | 14           |
| 9      | Siem de Jong   | Ajax              | 13           |
| 10     | Glynor Plet    | Heracles / Twente | 12           |
| 10     | Wilfried Bony  | Vitesse Arnhem    | 12           |

Cập nhật đến trận đấu diễn ra ngày 6 tháng 5 năm 2012 (kết thúc giải đấu)